# Ceratopsidae
Ceratopsidae (que significa "chifres nos olhos") é uma família de dinossauros ceratopsianos ornitísquios, característicos do Cretáceo Superior. Os ceratopsídeos, como são chamados os dinossauros pertencentes à essa família, viveram principalmente na América do Norte. Os ceratopsídeos se alimentavam de vegetais, caracterizando assim uma alimentação herbívora, comum a todos os ceratopsianos. Tinham um bico proeminente em sua mandíbula.
Esses dinossauros variavam bastante de tamanho, entre de 4 metros de comprimento até os maiores, com estimativas de até 9 metros de comprimento. A principal característica que difere a família dos ceratopsídeos das demais famílias de ceratopsianos é justamente o seu tamanho, os ceratopsídeos são os maiores e mais bem desenvolvidos da infraordem Ceratopsia.
Outra característica marcante era a presença de placas enrijecidas, por vezes chamados folhos, situada atrás da cabeça; Especula-se que teriam servido tanto para lutas como para intimidação e exibição.

## Descrição

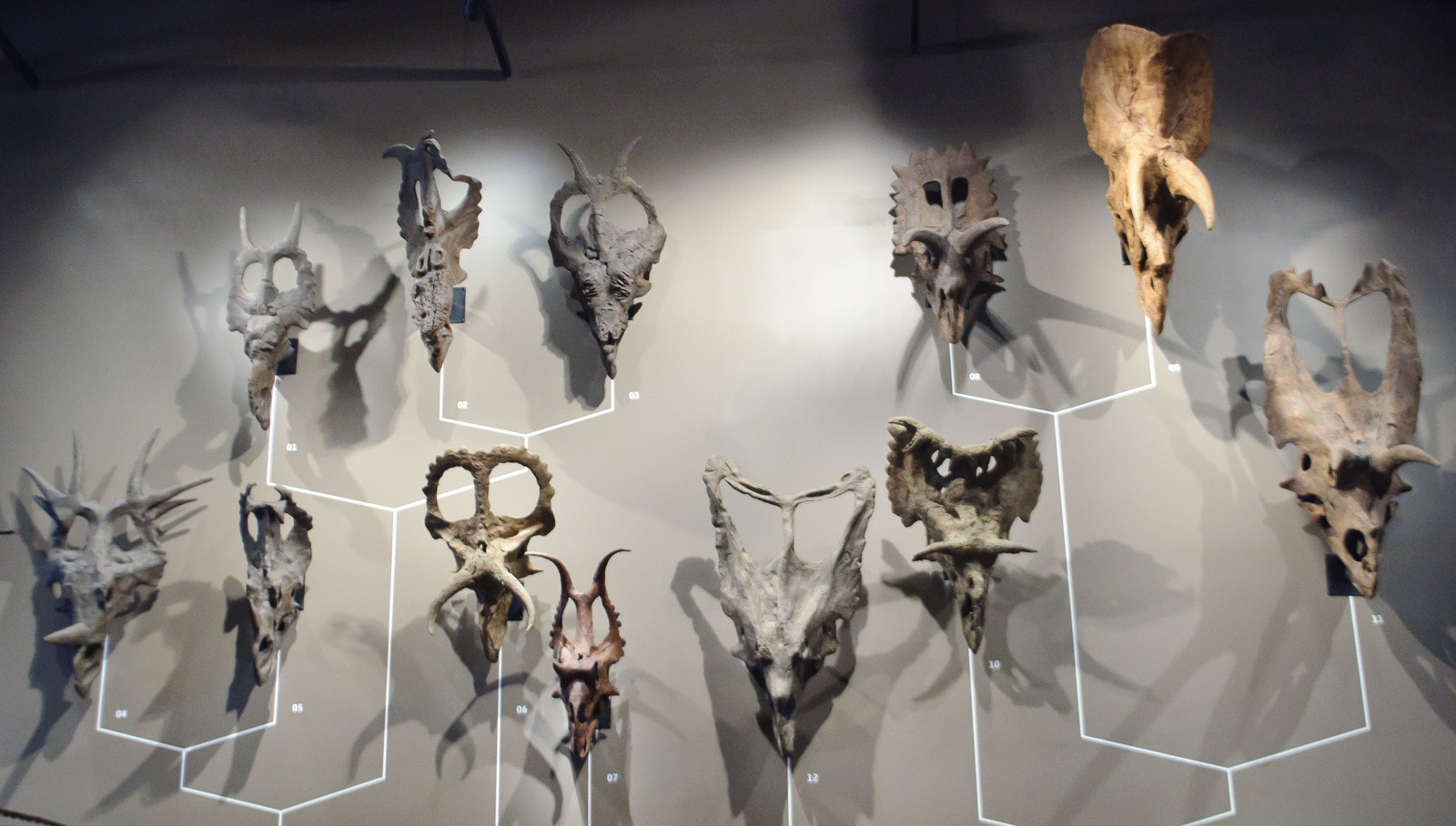
Crânios de dinossauros ceratopsídeos no Museu de História Natural de Utah, a esquerda com espécimes de Centrosaurinae e direita com os de Chasmosaurinae

Ceratopsídeos são conhecidos como "dinossauros de chifres" e são distinguidos por seus grandes crânios, adereços do pescoço chamados de folhos ou escudos, e chifres que podem serem encontrados tanto sobre os olhos quanto, quase sempre, sobre a narina, além de compartilhar o bico similar a de psitacídeos, traço comum entre os membros de Ceratopsia. São divididos em duas subfamílas: Chasmosaurinae e Centrosaurinae.
Chasmosaurinae são de tamanho relativamente maior que os demais ceratopsídeos, possuem quase sempre chifres acima dos olhos e os folhos geralmente são ausentes de espigões epoccipitais (pontas ou saliências encontradas nos folhos de muitos ceratopsídeos).
Os babados (bordas do folho) são bastante diversificados, com formatos que variam de semicírculos à projeções levemente curvadas em V ou formato de coração, como no Chasmosaurus.

Escala com tamanho de vários ceratopsídeos comparado com o tamanho humano

Centrosaurinae compreende ceratopsídeos menores que os casmossauríneos, de constitução menos robusta e babados de características mais diversas. Em geral, estes tem um grande chifre nasal, além de chifres supratemporais curtos e um folho ornamentado que se projeta na parte de trás do crânio. Com exceção do Centrosaurus apertus, todos os centrossauríneos adultos têm ornamentos em forma de espinhos no meio do crânio. A análise morfométrica mostra que os centrossauríneos diferem de outros grupos ceratopsianos nas formas do crânio, focinho e folhos. Apesar que, em geral, os centrossauríneos serem menores que os casmossauríneos, há uma notável exceção, o gênero chinês Sinoceratops, cujo comprimento do crânio de estimado em 180 cm permitiu estimativas muito maiores do que a maioria dos membros de seu grupo, entre 5 à 7 metros de comprimento e massa corporal de até 2,3 toneladas  o que supera casmossauríneos como próprio Chasmosaurus, estimado em 4,8 metros e 1,5 toneladas.

## Classificação e evolução
Ceratopsidae foi originalmente nomeado por Othniel Charles Marsh em 1888, na descrição do Ceratops montanus para descrever uma família de dinossauros com chifres, porém com relações bastante incertas. A mesma foi divida em dois grupos, Chasmosaurinae e Centrosaurinae pelo paleontólogo canadense Lawrence Lambe em 1915, ao descrever o "Eoceratops" que mais tarde foi reconhecido como uma variante do gênero Chasmosaurus.  A definição moderna como um clado ocorreu 1998 por Paul Sereno como o grupo incluindo o último ancestral comum de Pachyrhinosaurus e Triceratops; e todos os seus descendentes. Em 2004, foi definido por Peter Dodson para incluir Triceratops, Centrosaurus e todos os descendentes de seu ancestral comum mais recente. Neste ponto, Dodson reajustou Ceratopsidae de clado para família conforme os apontamentos de Marsh de 1888.
Scott D. Sampson comparou a evolução dos ceratopsídeos com a de alguns grupos de mamíferos: ambos foram rápidos do ponto de vista geológico e precipitaram a evolução simultânea de grandes tamanhos corporais, estruturas de alimentação derivadas e "órgãos semelhantes a chifres variados". Os ceratopsídeos, incluindo membros de Centrosaurinae e Chasmosaurinae, são conhecidos desde o início do estágio Campaniano, embora o registro fóssil para os primeiros ceratopsídeos seja pobre. Todas as espécies nomeadas de ceratopsídeo, exceto uma, são conhecidas do oeste da América do Norte, que formou o continente insular de Laramidia durante o Cretáceo Superior, separado do continente insular de Appalachia a leste pelo Mar Interior Ocidental. A faixa latitudinal de ceratopsianos em Laramidia se estende do Alasca ao México. O ceratopsídeo nomeado fora de Laramidia é Sinoceratops, um centrossauríneo do final do Campaniano da China. Um dente indeterminado de um ceratopsídeo é conhecido do Mississippi datando do final do Maastrichtiano, alguns milhões de anos antes do final do Cretáceo, indicando que os ceratopsídeos se dispersaram no leste da América do Norte correspondendo ao fechamento do Mar Interior Ocidental no final do Cretáceo.
Vários estudos chegaram à conclusão de que tanto os Ceratopsidae quanto as duas subfamílias são provavelmente monofiléticos. O cladograma abaixo realizado por Dodson et. al (2004) mostra as relações na classificação da família.

|  | Achelousaurus    |
|  |                  |
|  | Pachyrhinosaurus |
|  |                  |

|  | Styracosaurus |
|  |               |
|  | Centrosaurus  |
|  |               |

|  | Achelousaurus    |
|  |                  |
|  | Pachyrhinosaurus |
|  |                  |

|  | Styracosaurus |
|  |               |
|  | Centrosaurus  |
|  |               |

|  | Chasmosaurus  |
|  |               |
|  | Pentaceratops |
|  |               |

|  | Arrhinoceratops |
|  |                 |
|  | Anchiceratops   |
|  |                 |

| N.N. | \| \| Diceratus \| \| \| \| \| \| Torosaurus \| \| \| \| |
|      | \| \| Diceratus \| \| \| \| \| \| Torosaurus \| \| \| \| |
|      | Triceratops                                              |
|      |                                                          |
|      | Diceratus                                                |
|      |                                                          |
|      | Torosaurus                                               |
|      |                                                          |

|  | Diceratus  |
|  |            |
|  | Torosaurus |
|  |            |

|  | Arrhinoceratops |
|  |                 |
|  | Anchiceratops   |
|  |                 |

| N.N. | \| \| Diceratus \| \| \| \| \| \| Torosaurus \| \| \| \| |
|      | \| \| Diceratus \| \| \| \| \| \| Torosaurus \| \| \| \| |
|      | Triceratops                                              |
|      |                                                          |
|      | Diceratus                                                |
|      |                                                          |
|      | Torosaurus                                               |
|      |                                                          |

|  | Diceratus  |
|  |            |
|  | Torosaurus |
|  |            |

|  | Chasmosaurus  |
|  |               |
|  | Pentaceratops |
|  |               |

|  | Arrhinoceratops |
|  |                 |
|  | Anchiceratops   |
|  |                 |

| N.N. | \| \| Diceratus \| \| \| \| \| \| Torosaurus \| \| \| \| |
|      | \| \| Diceratus \| \| \| \| \| \| Torosaurus \| \| \| \| |
|      | Triceratops                                              |
|      |                                                          |
|      | Diceratus                                                |
|      |                                                          |
|      | Torosaurus                                               |
|      |                                                          |

|  | Diceratus  |
|  |            |
|  | Torosaurus |
|  |            |

|  | Arrhinoceratops |
|  |                 |
|  | Anchiceratops   |
|  |                 |

| N.N. | \| \| Diceratus \| \| \| \| \| \| Torosaurus \| \| \| \| |
|      | \| \| Diceratus \| \| \| \| \| \| Torosaurus \| \| \| \| |
|      | Triceratops                                              |
|      |                                                          |
|      | Diceratus                                                |
|      |                                                          |
|      | Torosaurus                                               |
|      |                                                          |

|  | Diceratus  |
|  |            |
|  | Torosaurus |
|  |            |

|  | Achelousaurus    |
|  |                  |
|  | Pachyrhinosaurus |
|  |                  |

|  | Styracosaurus |
|  |               |
|  | Centrosaurus  |
|  |               |

|  | Achelousaurus    |
|  |                  |
|  | Pachyrhinosaurus |
|  |                  |

|  | Styracosaurus |
|  |               |
|  | Centrosaurus  |
|  |               |

|  | Chasmosaurus  |
|  |               |
|  | Pentaceratops |
|  |               |

|  | Arrhinoceratops |
|  |                 |
|  | Anchiceratops   |
|  |                 |

| N.N. | \| \| Diceratus \| \| \| \| \| \| Torosaurus \| \| \| \| |
|      | \| \| Diceratus \| \| \| \| \| \| Torosaurus \| \| \| \| |
|      | Triceratops                                              |
|      |                                                          |
|      | Diceratus                                                |
|      |                                                          |
|      | Torosaurus                                               |
|      |                                                          |

|  | Diceratus  |
|  |            |
|  | Torosaurus |
|  |            |

|  | Arrhinoceratops |
|  |                 |
|  | Anchiceratops   |
|  |                 |

| N.N. | \| \| Diceratus \| \| \| \| \| \| Torosaurus \| \| \| \| |
|      | \| \| Diceratus \| \| \| \| \| \| Torosaurus \| \| \| \| |
|      | Triceratops                                              |
|      |                                                          |
|      | Diceratus                                                |
|      |                                                          |
|      | Torosaurus                                               |
|      |                                                          |

|  | Diceratus  |
|  |            |
|  | Torosaurus |
|  |            |

|  | Chasmosaurus  |
|  |               |
|  | Pentaceratops |
|  |               |

|  | Arrhinoceratops |
|  |                 |
|  | Anchiceratops   |
|  |                 |

| N.N. | \| \| Diceratus \| \| \| \| \| \| Torosaurus \| \| \| \| |
|      | \| \| Diceratus \| \| \| \| \| \| Torosaurus \| \| \| \| |
|      | Triceratops                                              |
|      |                                                          |
|      | Diceratus                                                |
|      |                                                          |
|      | Torosaurus                                               |
|      |                                                          |

|  | Diceratus  |
|  |            |
|  | Torosaurus |
|  |            |

|  | Arrhinoceratops |
|  |                 |
|  | Anchiceratops   |
|  |                 |

| N.N. | \| \| Diceratus \| \| \| \| \| \| Torosaurus \| \| \| \| |
|      | \| \| Diceratus \| \| \| \| \| \| Torosaurus \| \| \| \| |
|      | Triceratops                                              |
|      |                                                          |
|      | Diceratus                                                |
|      |                                                          |
|      | Torosaurus                                               |
|      |                                                          |

|  | Diceratus  |
|  |            |
|  | Torosaurus |
|  |            |

## Paleobiologia

### Comportamento gregário

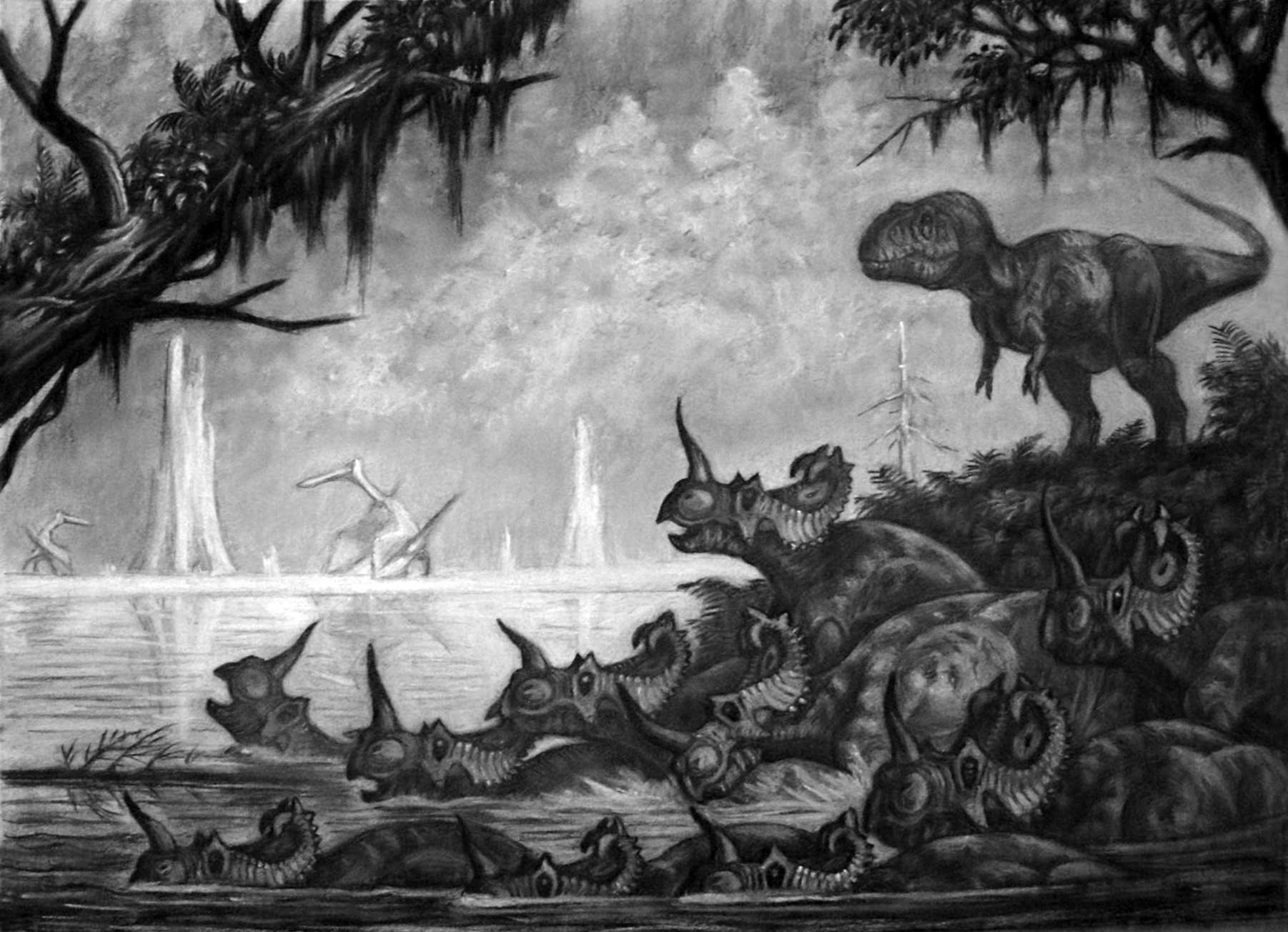
Paleoarte representando um bando de Centrosaurus mobilizando-se para atravessar um rio, observados por um tiranossaurídeo Daspletosaurus

Depósitos fósseis dominados por um grande número de ceratopsídeos de espécies individuais sugerem que esses animais eram potencialmente gregários. No entanto, a natureza exata do comportamento social dos ceratopsídeos tem sido historicamente controversa. Em 1997, Lehman argumentou que as agregações de muitos indivíduos preservados em leitos de ossos originaram-se de "infestações" locais e as comparou com ocorrências modernas semelhantes em crocodilos e tartarugas. Outros autores, como Scott D. Sampson, interpretam esses depósitos como restos de grandes rebanhos "socialmente complexos".
Animais modernos com sinais de acasalamento tão proeminentes quanto os chifres e folhos de ceratopsídeos tendem a formar esses tipos de associações grandes e intrincadas. Sampson considerou em trabalhos anteriores que os ceratopsídeos, no caso os centrossauríneos, não alcançavam sinais de acasalamento totalmente desenvolvidos até quase totalmente crescidos. Ele encontrou pontos em comum entre o crescimento lento dos sinais de acasalamento em centrossauríneos e a adolescência prolongada de animais cujas estruturas sociais são hierarquias baseadas em diferenças relacionadas à idade. Nesse tipo de grupo, os machos jovens são tipicamente maduros sexualmente por vários anos antes de realmente começarem a se reproduzir, quando seus sinais de acasalamento estão mais desenvolvidos. As fêmeas, ao contrário, não têm uma adolescência tão prolongada.
Outros pesquisadores que apóiam a ideia do comportamento gregário dos ceratopsídeos especularam que essas associações eram possivelmente sazonais. Esta hipótese retrata os ceratopsídeos como vivendo em pequenos grupos perto da costa durante a estação chuvosa e no interior com o início da estação seca. O suporte para a ideia de que os ceratopsídeos formaram rebanhos no interior vem da maior abundância de leitos ósseos em depósitos do interior do que nos costeiros. A migração dos ceratopsídeos para longe das costas pode ter representado uma mudança para seus locais de nidificação. Muitos animais pastores africanos se envolvem neste tipo de gregarismo sazonal hoje. Os rebanhos também teriam proporcionado algum nível de proteção contra os principais predadores dos ceratopsídeos, os tiranossaurídeos.